# Epitola mercedes
Epitola mercedes är en fjärilsart som beskrevs av Suffert 1904. Epitola mercedes ingår i släktet Epitola och familjen juvelvingar. Inga underarter finns listade i Catalogue of Life.